# Liste der Biografien/Qul
Liste der Biografien |
Portal Biografien |
Personensuche
# |
A |
B |
C |
D |
E |
F |
G |
H |
I |
J |
K |
L |
M |
N |
O |
P |
Q |
R |
S |
T |
U |
V |
W |
X |
Y |
Z |
?
 
Qa |
Qe |
Qi |
Qo |
Qr |
Qu |
Qv |
Qw |
Qy
 
Qua |
Qub |
Qud |
Que |
Quh |
Qui |
Quj |
Qul |
Qum |
Qun |
Quo |
Qur |
Qus |
Qut |
Quw |
Quy
Die Liste der Biografien führt alle Personen auf, die in der deutschsprachigen Wikipedia einen Artikel haben. Dieses ist eine Teilliste mit 16 Einträgen von Personen, deren Namen mit den Buchstaben „Qul“ beginnt.

## Qul
- Qul-Muchammed, Muchtar (* 1960), kasachischer Staatsmann und Politiker

### Qula
- Qulambajewa, Schibek (* 2000), kasachische Tennisspielerin

### Qule
- Qulekejew, Schaqsybek (* 1957), kasachischer Politiker

### Quli
- Quliyev, Əyyub (* 1984), aserbaidschanischer Dirigent
- Quliyev, Fərid (* 1986), aserbaidschanischer Fußballspieler
- Quliyev, Firidun (* 1994), aserbaidschanischer Gewichtheber
- Quliyev, Məmməd (1936–2001), sowjetisch-aserbaidschanischer Komponist
- Quliyev, Məmməd (* 1995), aserbaidschanischer Fußballspieler
- Quliyev, Namiq (* 1974), aserbaidschanischer Schachgroßmeister
- Quliyev, Ramiz (* 1947), aserbaidschanischer Tarspieler und Musikpädagoge
- Quliyev, Tofiq (1917–2000), aserbaidschanischer Pianist, Komponist, Musikpädagoge und Musikfunktionär
- Quliyeva, İlahə (* 2007), aserbaidschanische Leichtathletin

### Qulm
- Qulmachanow, Schalbai (* 1946), kasachischer Geschäftsmann und ehemaliger Politiker

### Qulu
- Quluzadə, Amit (* 1992), aserbaidschanischer Fußballspieler

### Quly
- Qulybajew, Timur (* 1966), kasachischer Unternehmer
- Qulymbetow, Nurbolat (* 1992), kasachischer Straßenradrennfahrer